# Bird Island (Minnesota)
Bird Island es una ciudad ubicada en el condado de Renville en el estado estadounidense de Minnesota. En el Censo de 2010 tenía una población de 1042 habitantes y una densidad poblacional de 262,44 personas por km².

## Geografía
Bird Island se encuentra ubicada en las coordenadas 44°45′53″N 94°53′42″O / 44.76472, -94.89500. Según la Oficina del Censo de los Estados Unidos, Bird Island tiene una superficie total de 3.97 km², de la cual 3.97 km² corresponden a tierra firme y (0%) 0 km² es agua.

## Demografía
Según el censo de 2010, había 1042 personas residiendo en Bird Island. La densidad de población era de 262,44 hab./km². De los 1042 habitantes, Bird Island estaba compuesto por el 97.22% blancos, el 0.38% eran afroamericanos, el 0% eran amerindios, el 0.19% eran asiáticos, el 0.19% eran isleños del Pacífico, el 1.15% eran de otras razas y el 0.86% pertenecían a dos o más razas. Del total de la población el 3.17% eran hispanos o latinos de cualquier raza.